# Dark Funeral
Dark Funeral is een Zweedse blackmetalband uit Stockholm, Zweden, opgericht door de gitaristen Blackmoon en Lord Ahriman in 1993. Ze zijn voortgekomen uit de tweede golf van black metal.

## Bezetting

### Huidige bezetting
- Heljarmadr - Zanger
- Lord Ahriman (Micke Svanberg) - Gitarist
- Chaq Mol - Gitarist
- Janne Jaloma - Drummer
- B-Force - Bassist

## Discografie
- 1994 - Dark Funeral (ep)
- 1996 - The Secrets of the Black Arts (album)
- 1998 - Vobiscum Satanas (album)
- 2000 - Teach Children to Worship Satan (ep)
- 2000 - In the Sign... (ep)
- 2001 - Under Wings of Hell Split (split)
- 2001 - Diabolis Interium (album)
- 2004 - De Profundis Clamavi Ad Te Domine (live)
- 2005 - Attera Totus Sanctus (album)
- 2009 - Angelus Exuro Pro Eternus (album)
- 2016 - Where Shadows Forever Reign (album)
- 2022 - We Are the Apocalypse (album)